# A. M. R. Rajaskan
A. M. R. Rajaskan (* 28. Dezember 1985) ist ein sri-lankischer Leichtathlet, der sich auf den Sprint spezialisiert hat.

## Sportliche Laufbahn
Erste internationale Erfahrungen sammelte A.M.R. Rajaskan im Jahr 2015, als er bei den Militärweltspielen im südkoreanischen Mungyeong mit 21,29 s im 200-Meter-Lauf im Halbfinale ausschied und mit der sri-lankischen 4-mal-100-Meter-Staffel in 39,43 s die Bronzemedaille hinter den Teams aus Polen und der Dominikanischen Republik gewann. Im Jahr darauf belegte er dann bei den Südasienspielen in Guwahati in 21,56 s den vierten Platz über 200 Meter.
2012 wurde Rajaskan sri-lankischer Meister im 200-Meter-Lauf.

## Persönliche Bestleistungen
- 100 Meter: 10,65 s (+0,3 m/s), 3. Dezember 2015 in Diyagama
- 200 Meter: 21,20 s (−0,9 m/s), 19. Dezember 2015 in Diyagama